# Codex Cumanicus

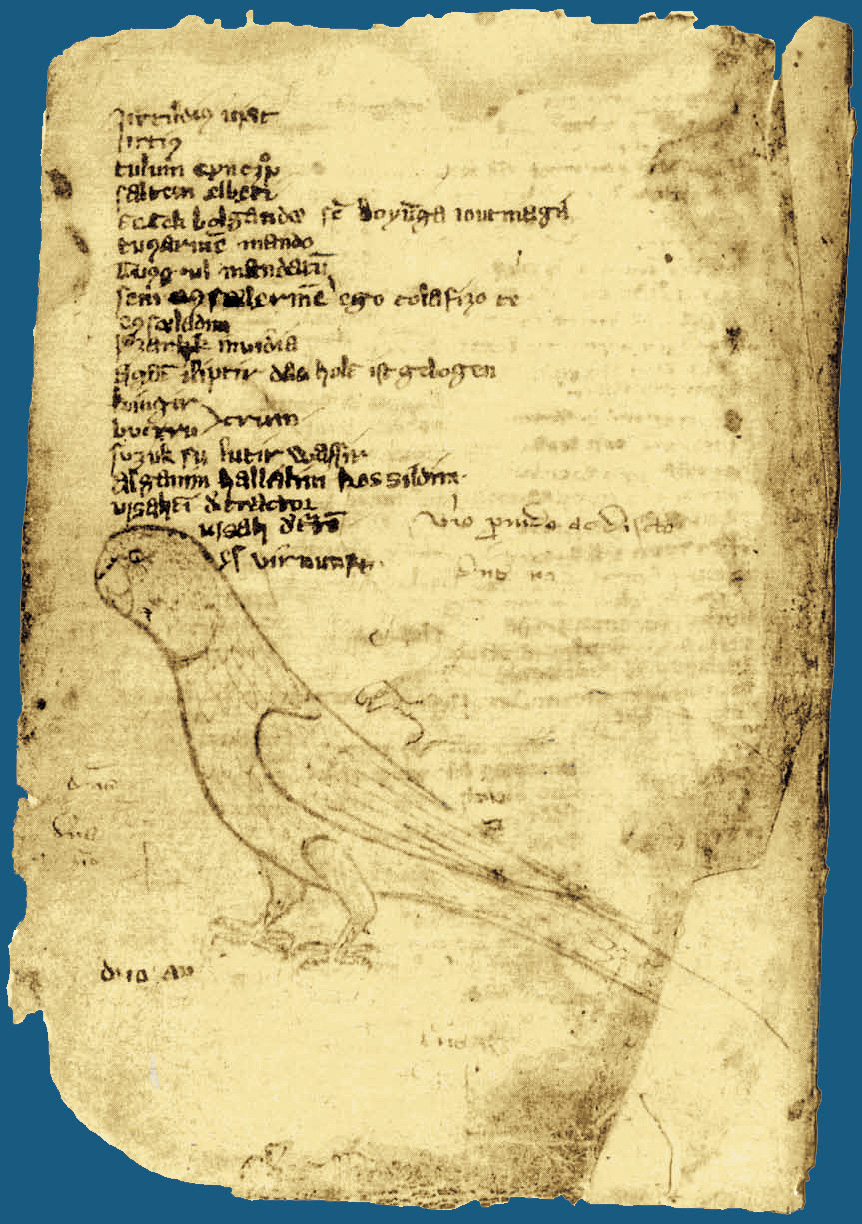
Codex Cumanicus

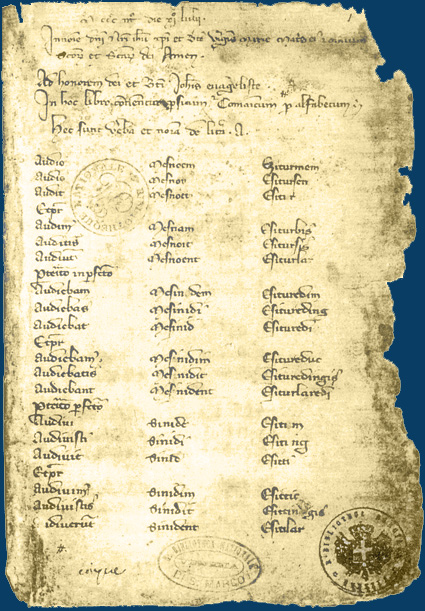
Codex Cumanicus

Codex Cumanicus – średniowieczny manuskrypt z początku XIV wieku składający się z dwóch samodzielnych części: podręcznika języka Kumanów (Połowców) – języka kumańskiego oraz zbioru tekstów religijnych i świeckich (m.in. zagadek) w tym języku.
Kodeks znajduje się obecnie w Bibliotece św. Marka w Wenecji (Cod. Mar. Lat. DXLIX).

## Pochodzenie i treść
Najstarsze części kodeksu datowane są na koniec XIII w. Pierwszą kopię kodeksu sporządzono ok. 1303 r. w klasztorze św. Jana koło Saray w Turcji. Kopia zachowana w Wenecji datowana jest na lata 1330–1340.
Historycy wyróżniają w kodeksie dwie samodzielne części:
Część pierwsza, licząca 110 stron (CC,1-110/1- 131), jest praktycznym podręcznikiem języka Kumanów, zawierającym glosariusz łacińskich słów tłumaczonych na perski i kumański. Najprawdopodobniej ta część kodeksu została spisana przez kupców włoskich z Genui i Wenecji posiadających faktorie handlowe nad Morzem Czarnym lub też została sporządzona na ich zlecenie przez skrybów w Solcati (obecnie Stary Krym) lub Kaffie (obecnie Teodozja). Stąd też jej szeroko przyjęta nazwa: „Część Włoska”. Węgierski orientalista Lajos Ligeti (1902–1987) nazwał ją natomiast „Księgą Tłumacza”. 
Część druga, licząca 53 strony (CC, 111-164/132-235), jest zbiorem kumańskich tekstów religijnych i świeckich, m.in. zagadek, tłumaczonych na łacinę oraz język średnio-wysoko-niemiecki. Jej autorstwo przypisywane jest niemieckim franciszkanom nawracającym Kumanów na chrześcijaństwo – stąd jej nazwa „Część Niemiecka”. Ligeti nazwał ją „Księgą Misjonarską”.
Część religijna obejmuje teksty przydatne w pracy misjonarzy: dekalog, nicejsko-konstantynopolitańskie wyznanie wiary, psalmy. Stąd też hipoteza, że kodeks był najprawdopodobniej skierowany do misjonarzy katolickich mających działać pośród Kumanów nad Morzem Czarnym. Ponadto, kumańskie wersje tekstów religijnych (np. modlitw) różnią się czasami nie tylko od ich innych przekazów w języku kumańskim, ale również odbiegają od tekstów przyjętych przez Kościół. 
Na przykład, kodeksowa wersja Modlitwy Pańskiej to: Atamız kim köktesiñ. Alğışlı bolsun seniñ atıñ, kelsin seniñ xanlığıñ, bolsun seniñ tilemekiñ – neçikkim kökte, alay [da] yerde. Kündeki ötmegimizni bizge bugün bergil. Dağı yazuqlarımıznı bizge boşatqıl – neçik biz boşatırbiz bizge yaman etkenlerge. Dağı yekniñ sınamaqına bizni quurmağıl. Basa barça yamandan bizni qutxarğıl. Amen! (CC, 126/171), co w wolnym tłumaczeniu na polski brzmi: 
„Ojcze Nasz, któryś jest w niebie, święć się imię Twoje, przyjdź królestwo Twoje, bądź wola Twoja jako w niebie, tak i na ziemi, chleba naszego powszedniego daj nam dzisiaj i odpuść nam nasze winy, jako i my odpuszczamy tym, co uczynili nam zło” zamiast „jako i my odpuszczamy naszym winowajcom”.
Tymczasem inna wersja tej modlitwy, która przetrwała wśród Kumanów węgierskich, brzmi: bezen attamaz kenze kikte, szenleszen szenadon, dsn szenkklon, nicziegen gerde ali kekte, bezen akomazne oknemezne ber bezge pitbtr kngon... (CC, XLIV-XLV)

## Języki kodeksu
Autorzy kodeksu posługiwali się dwoma wariantami łaciny: podczas gdy Księga Tłumacza spisana została włoską łaciną potoczną, w Księdze Misjonarskiej użyto łaciny klasycznej, co wskazuje na wyższy stopień wykształcenia jej autorów.
Trwają spory na temat tego, czy część perska pochodzi od kumańskich pośredników, czy też język perski był wtedy swoistą lingua franca handlu ze wschodem. Wydaje się, że język perski użyty w kodeksie to uproszczona forma perskiego języka potocznego.
Język kumański był w owych czasach również swoistą lingua franca Azji Centralnej. Nie jest on jednak doskonale oddany na stronach kodeksu. Kodeks został spisany przez autorów, dla których język turecki nie był językiem ojczystym, stąd też wiele błędów gramatycznych, fonetycznych i translacyjnych. Ponadto materiał leksykalny przedstawiony w kodeksie obejmuje również wiele dialektów języka kipczackiego.

## Zagadki
„Zagadki kumańskie” (CC, 119-120; 143-148) są głównym źródłem wiedzy o dawnym folklorze tureckim. Andreas Tietze powiedział o nich „najwcześniejsze zagadki, które stanowią wspólne dziedzictwo ludów tureckich”.
Kilka zagadek z kodeksu:
- Aq qoynıñ avuzı yoq. Ol yumurtqa. (CC, 119/143), co w wolnym tłumaczeniu na język polski brzmi:

„Biała owca nie ma ust. To jest jajko.” 
- Kecak ut(a)hi kegede semirrir. Ol huun. (CC, 119/144), co w wolnym tłumaczeniu na język polski brzmi:

„Moje niebieskawe dziecko (uwiązane) na postronku rośnie i tyje. Melon” 
- Oturğanım oba yer başqanım baqır canaq. Ol zengi., co w wolnym tłumaczeniu na język polski brzmi:

„Tam gdzie siedzę jest pagórek. Tam, gdzie stąpam jest miedziana czasza. Strzemię.”